# Jacques Bernard d'Anselme
Pour les articles homonymes, voir Anselme.
Jacques Bernard Modeste d'Anselme, né le 22 juillet 1740 à Apt et mort le 17 septembre 1814 à Paris, est un général français de la Révolution.

## État de service

### Ancien Régime
Né dans une famille noble, fils d'un capitaine au régiment de Souvré, il entra au service le 27 septembre 1745, c'est-à-dire qu'il fut porté à l'âge de 5 ans, selon l'usage du temps, en tant que fils d'officier, sur le contrôle du régiment de Brancas, qui devint  Ségur, puis Briqueville et enfin Soissonnais. Réformé le 6 août 1749, il devint enseigne le 27 mars 1752, puis lieutenant le 1er février 1756, servit devant Minorque en 1756, puis passa capitaine aide-major le 28 octobre 1760. Il servit pendant la guerre de Sept Ans, puis en Corse de 1768 à 1769. Il fut promu chevalier de Saint-Louis le 18 avril 1770, et devint major du régiment de Périgord le 20 février 1774, puis major du régiment de Maine le 26 avril 1775. Nommé lieutenant-colonel au régiment de Soissonnais le 17 juillet 1777, il partit peu après faire la guerre d'Indépendance des États-Unis de 1780 à 1783. 
Nommé mestre de camp (colonel) du 2e régiment provincial d'État-Major le 1er janvier 1784, puis maréchal de camp le 9 mars 1788, il devint l'aide de camp de Rochambeau le 1er avril 1791.

### Guerres de la Révolution française

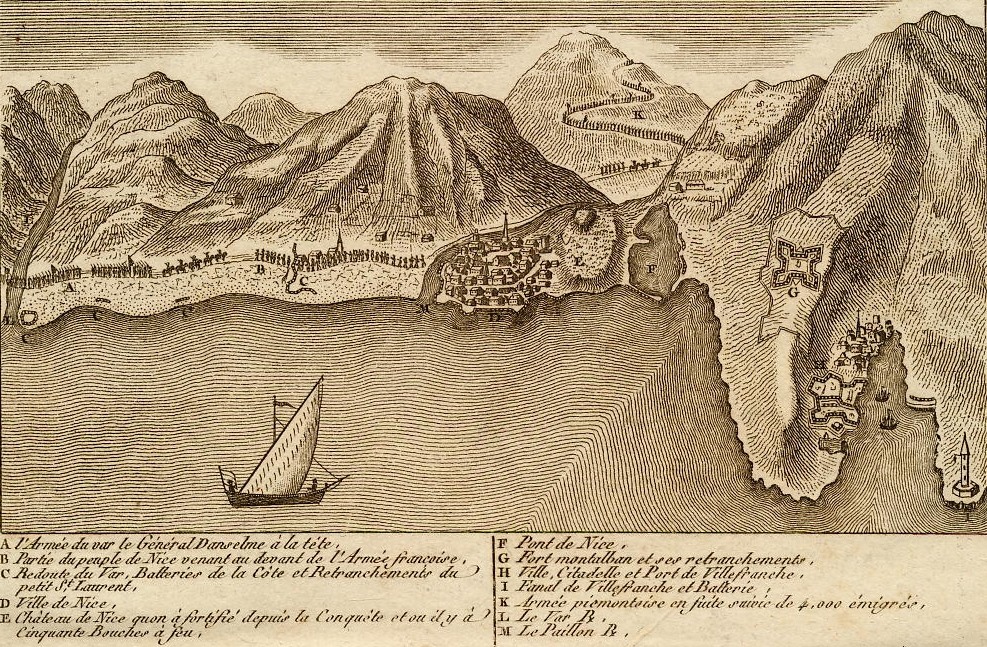
Prise de la Ville et du Comté de Nice, par l'Armée francoise le 29 7bre 1792.

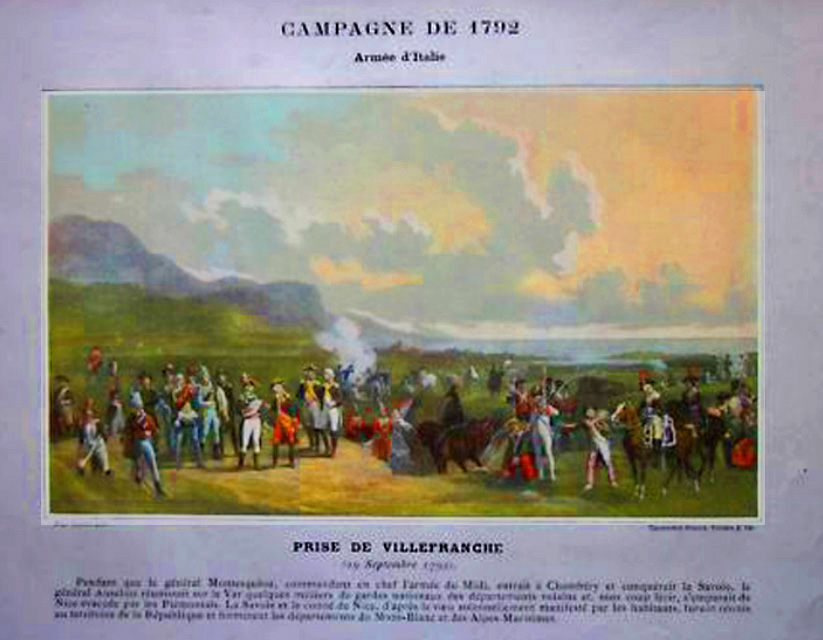
Prise de Villefranche par le général d'Anselme.

Employé dans la 9e division militaire le 20 mai 1791, puis à l'armée du Midi le 15 février 1792, il commanda provisoirement la 10e division militaire le 3 avril 1792. Il se trouvait à Perpignan en cette qualité, lorsque cinq compagnies du régiment de Vermandois, arrivées dans cette ville le jour de Pâques 1792 s'y livrèrent aux plus grands désordres contre les habitants. Il se rendit à la caserne avec les administrateurs de la ville, et parvint par ses discours à ramener cette soldatesque mutinée à la raison et à ses devoirs. 
Général de division employé à l'armée du Midi le 22 mai 1792, il fut nommé commandant en chef de l'armée du Midi le 27 août suivant, mais ne prit pas le commandement. À la tête de 12 à 15 000 hommes, il passa le Var le 28 septembre 1792, et le lendemain, s'empara du comté de Nice, alors province du royaume de Sardaigne, de Nice, du fort du mont Alban et du château de Villefranche-sur-Mer, malgré la résistance acharnée des troupes sardes du général niçois Thaon de Revel. Cette importante conquête lui livra cent pièces d'artillerie, 5 000 fusils, un million de cartouches, une frégate et une corvette armées de leurs canons, qui se trouvaient dans le port, et un arsenal de marine bien fourni. Il fut nommé commandant en chef de l'armée établie à Nice le 7 novembre, et continua, mais avec moins de succès, le cours de ses opérations. Les pluies, la neige, le dénuement où se trouvaient ses soldats qui manquaient d'habillements, de souliers et de munitions, le forcèrent, après une attaque inutile sur Saorge, à se borner à l'occupation de Sospel, et à prendre ses quartiers d'hiver dans les environs de cette ville.

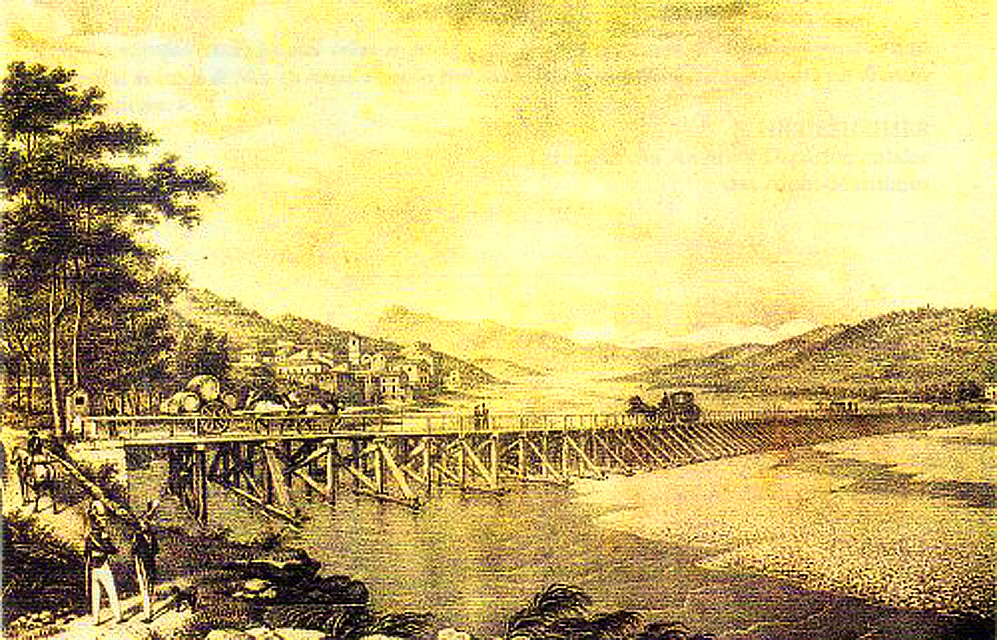
Novembre 1792, le général Anselme, fait construire le pont de Saint-Laurent sur le Var.

Les ordres du gouvernement et la nécessité de procurer des ressources à son armée le décidèrent à renoncer à cette oisiveté. De concert avec l'amiral Truguet, il forma le projet de s'emparer d'Oneille. L'armée navale se présenta devant cette place le 23 novembre, et aussitôt un parlementaire fut envoyé pour engager les magistrats de cette ville à leur ouvrir les portes. Mais cette délégation fut reçue par des coups de fusil qui blessa l'officier et tua sept personnes autour de lui. La ville fut bombardée le jour même et prise le lendemain, et les Français ne l'abandonnèrent qu'après l'avoir pillée et réduite en cendres. Mais dès lors le désordre régna dans l'armée, qui n'observait plus aucune discipline, et se livrait à toutes sortes de violences et de déprédations envers les habitants du comté de Nice. Ces exactions firent apparaître les barbets, ces paysans et bergers défenseurs de la foi catholique et des libertés de leurs terroirs. Le général Anselme fut accusé de manquer d'énergie pour réprimer ces excès, et peut-être même de les protéger et d'en profiter lui-même. Il publia en décembre 1792 un mémoire justificatif de sa conduite, dans lequel il s'efforçait de prouver qu'il avait réprimé le pillage. Il rejetait le dénuement de ses troupes sur Montesquiou, et protestait de la pureté de ses sentiments républicains. Les commissaires envoyés par la Convention pour examiner sa conduite furent loin d'être satisfaits des raisons qu'il alléguait. Ils rejetèrent au contraire tous les désordres sur sa faiblesse et son incurie. Mandé à Paris le 16 décembre, il fut remplacé provisoirement par le général Brunet. Il quitta Nice le 23, et fut suspendu de ses fonctions par les représentants le 27. 
Décrété d'accusation le 14 février 1793, sur le rapport de Collot d'Herbois, pour le pillage de la ville de Nice, il fut aussitôt mis en prison. Privé de ses papiers, de sa correspondance et de ses registres d'ordre qui avaient été mis sous scellés à Apt et à Paris, il écrivit néanmoins et rendit public, au mois de mars 1793, un nouveau mémoire justificatif de 55 pages, dans lequel il retraçait en détail toute sa conduite, depuis le jour où il avait été chargé du commandement de l'armée du Var, et où il faisait voir que, dès lors, cette armée se trouvant dénuée de tout et en proie à l'anarchie, on ne pouvait que lui savoir gré de l'avoir conduite à la victoire contre des forces bien plus nombreuses et mieux organisées. Ce mémoire parut produire un effet favorable au général Anselme, puisqu'il fut oublié dans sa prison. Le 9 thermidor l'en fit sortir. Il fut acquitté et autorisé à prendre sa retraite le 12 avril 1795, obtenant une pension de 10 000 francs le 15 octobre 1795. Il fut néanmoins nommé inspecteur des troupes stationnées dans le Midi le 6 décembre 1798, et enfin admis à la retraite le 27 janvier 1801 à l'âge de 60 ans. Il mourut à Paris le 17 septembre 1814, à l'âge de 74 ans et fut inhumé au cimetière du Père-Lachaise (45e division).

## Distinctions
- Chevalier de l'ordre royal et militaire de Saint-Louis le 18 avril 1770.
- Il fait partie des 558 officiers à avoir son nom gravé sous l'arc de triomphe de l'Étoile, 23e colonne.